# Pogorzeliska
Pogorzeliska (deutsch Kriegheide) ist ein Ort in der Stadt- und Landgemeinde Chocianów im Powiat Polkowicki der Woiwodschaft Niederschlesien in Polen.

## Sehenswürdigkeit

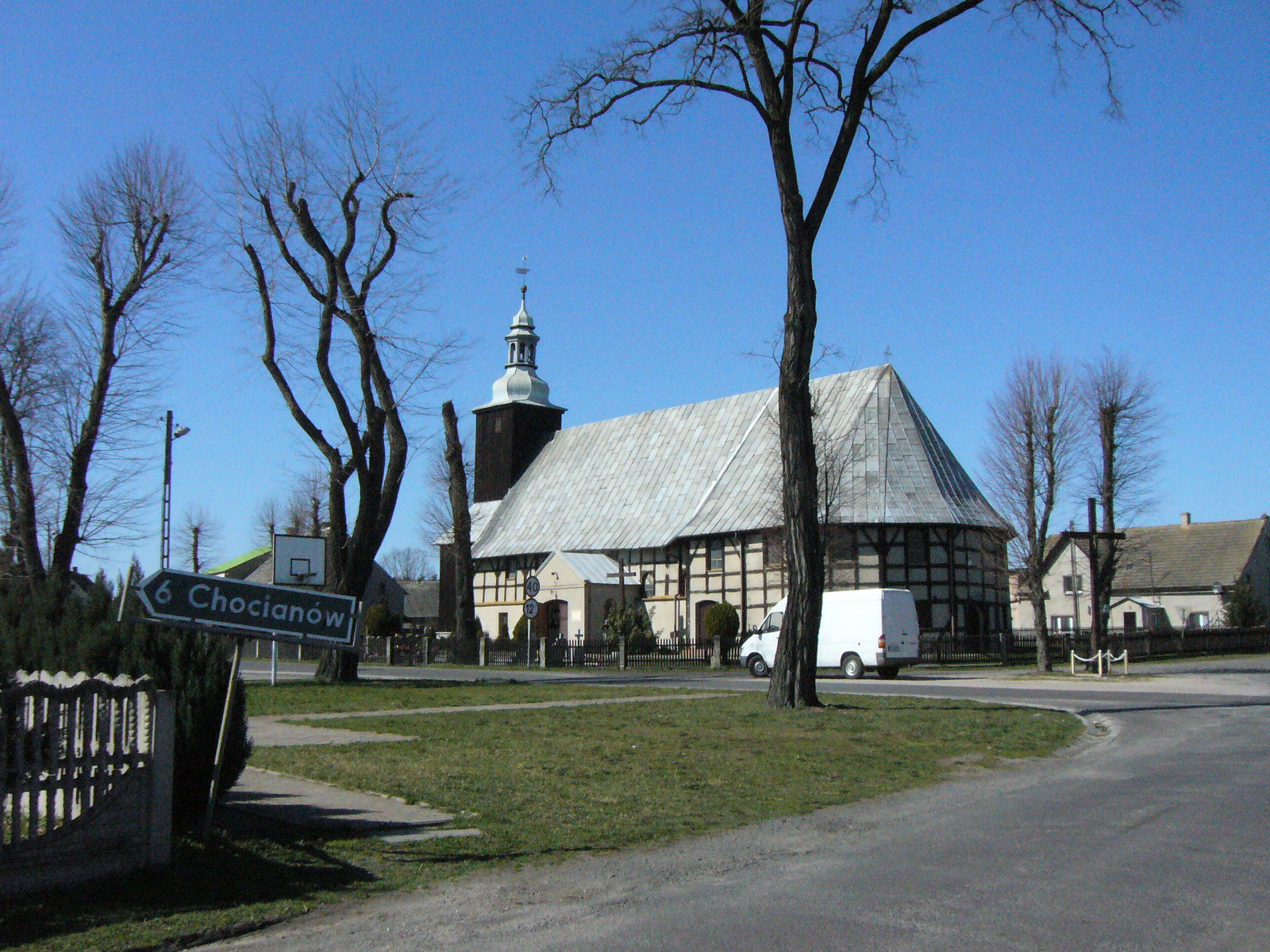
Ehemalige Grenzkirche Kriegheide

Ehemalige evangelische Grenzkirche, jetzt römisch-katholische Pfarrkirche des Ortes. Die Grenzkirche in Kriegheide ist durch den berühmten Palmbaum bekannt, der aus Holz geschnitzt und in der Mitte der Kirche errichtet wurde und der mit seinen Blättern das Schallloch zum Dachboden verdeckte. Denn dort saß bei Überfüllung der Kirche die „obere Gemeinde“, die hier am Gottesdienst teilnahm.